# Moissei Isaakowitsch Kaganow
Moissei Isaakowitsch Kaganow (russisch Моисе́й Исаа́кович Кага́нов; * 4. August 1921 in Lubny; † 31. August 2019 in Jamaica Plain oder 1. September 2019 in Waltham in Massachusetts) war ein russisch-ukrainischer Physiker und Hochschullehrer.

## Leben
Kaganow, Sohn des Philologen Isaak Jakowlewitsch Kaganow, war Soldat der Roten Armee während des Deutsch-Sowjetischen Krieges und erhielt den Orden des Roten Sterns. Er studierte dann Physik an der Universität Charkow mit Diplomabschluss.
1949 begann Kaganow seine wissenschaftliche Arbeit im Charkower Physikalisch-Technischen Institut. Nach der Aspirantur wurde er 1954 mit seiner Kandidat-Dissertation Wechselwirkung geladener Teilchen mit langsamen Wellen in anisotropen Dielektrika zum Kandidaten der Physikalisch-Mathematischen Wissenschaften promoviert. 1958 wurde er mit seiner Dissertation Einige Probleme der kinetischen Festkörpertheorie zum Doktor der Physikalisch-Mathematischen Wissenschaften promoviert. In den 1960er Jahren leitete er die Abteilung für Theoretische Physik im Charkower Physikalisch-Technischen Institut.
1970 wurde Kaganow Wissenschaftlicher Mitarbeiter im  Institut für Physikalische Probleme der Akademie der Wissenschaften der UdSSR (dem späteren Kapiza-Institut) in Moskau. Dazu war er Professor an der Lomonossow-Universität Moskau. 1994 ging er in den Ruhestand, den er in den USA verbrachte.
Kaganows wesentliche Arbeitsgebiete waren die Quantentheorie der Festkörperphysik und die Plasmaphysik. I. N. Adamenko gehörte zu seinen Schülern. Daneben bemühte Kaganow sich um die Popularisierung der Wissenschaft, schrieb populärwissenschaftliche Aufsätze und Bücher auch über Wissenschaftsgeschichte sowie Biografien von Wissenschaftlern.

## Werke
- Лифшиц И.М., Азбель М.Я., Каганов М.И.: Электронная теория металлов. 1971.
  - deutsche Übersetzung: Lifšic, Il'ja M., Azbel', Mark Ja., Kaganov, Moisej I.: Elektronentheorie der Metalle. Akademie-Verlag, Berlin 1975.
- M. I. Kaganov, E. Jäger: Grundlagen der Festkörperphysik. Wiley & Sons, 1998.
- M. I. Kaganov, V. G. Peschansky: Galvano-magnetic Phenomena Today and Forty Years Ago. Elsevier, 2002.

## Ehrungen
- Ehrendoktor der Universität Breslau[6]